# Meninge
As meninges (singular meninge, do Grego μῆνιγξ, "membrana")  são o sistema das membranas que revestem e protegem o encéfalo, incluindo o tronco encefálico e a medula espinal. As meninges consistem de três camadas: a dura-máter, a aracnoide e a pia-máter. A função primária das meninges e do líquor (líquido cefalorraquidiano) é proteger o sistema nervoso inferior.

## Anatomia

### Dura-máter
A dura-máter [Grego. Dura: Resistente + mater: Mãe] (também conhecida como meninge fibrosa) é uma grossa e dura membrana, próxima ao crânio. É a mais espessa e externa das meninges. Consiste de duas camadas: a camada periosteal (mais externa, que fica mais próxima à caixa craniana e é afixada aos ossos cranianos atuando como periósteo, porém sem função osteogênica, limitando a região cerebral) e a camada interna que fica mais próxima ao cérebro e continua com a medula espinal.
A dura-máter contém grandes vasos sanguíneos que se dividem em capilares menores na pia-máter. Ela é composta de tecido fibroso denso e sua superfície interna é coberta por células achatadas como as presentes nas superfícies da pia-máter e da aracnoide. A dura-máter é um saco que envolve a aracnoide e serve estrategicamente a diversas funções como atuar no combate aos ataques patológicos infectantes e doenças malignas. A dura-máter envolve e suporta os grandes canais venais (dural sinuses) levando o sangue do cérebro para o coração.

### Aracnoide
O elemento central das meninges é a aracnoide, chamada assim devido à sua aparência similar a de uma teia de aranha. Ela provê um efeito de amortecimento para o sistema nervoso central. A aracnoide existe como uma fina e transparente membrana. É composta de tecido fibroso e, como a pia-máter, é encoberta por células achatadas, impermeáveis a fluidos. Ela está logo abaixo da dura-máter, atuando, além da defesa, na formação dos espaços intra-meníngicos.
A aracnoide-máter não segue as convoluções da superfície do cérebro parecendo, portanto, como um saco frouxo. Na região do cérebro, particularmente, um grande número de finos filamentos chamados de arachnoid trabeculae passa da aracnoide através do espaço subaracnóideo para misturar-se com o tecido da pia-máter.
A aracnoide e a pia-máter são, às vezes, chamadas, juntas, de leptomeninges.
Nela está contido o líquor com aproximadamente 150ml (cento e cinquenta mililitros).

### Pia-máter
A pia-máter [Grego. Pia: macia + máter: mãe] é uma membrana bem delicada, é a mais delgada das meninges, é o envelope meníngeo que firmemente adere à superfície do cérebro e a medula espinal (feixes nervosos). Ela segue aos menores contornos do cérebro (giro e sulco).
A pia-máter é uma membrana bastante fina  composta de tecido fibroso coberta em sua superfície externa por uma folha de células achatadas impermeável a fluídos. A pia-máter é atravessada por vasos sanguíneos que vão do cérebro à medula espinal e, seus capilares são responsáveis pela nutrição do cérebro.

### Espaços
O espaço subaracnóideo é o espaço que existe normalmente entre o aracnoide e a pia-máter, que é preenchida pelo líquido cerebrospinal.
Normalmente, a dura-máter está anexada ao crânio, ou aos ossos do canal vertebral na medula espinal. A aracnoide está anexada ao dura-máter, enquanto que a pia-máter está anexada ao tecido do sistema nervoso central. Quando a dura-máter e a aracnoide se separam, o espaço entre elas é chamado de espaço subdural.

## Patologia
Existem três tipos de hemorragias envolvendo as meninges:
- A hemorragia subaracnóidea é um sangramento agudo abaixo da aracnoide; pode ocorrer espontaneamente ou como resultado de um trauma;
- O hematoma subdural é um hematoma (acúmulo de sangue) localizado no espaço criado na separação entre a aracnoide e a dura-máter. As pequenas veias que conectam o dura-máter e a aracnoide são lesionadas, normalmente durante um acidente, e o sangue pode vazar dentro desta área;
- Um hematoma epidural similarmente pode surgir após um acidente ou espontaneamente.

Outras condições médicas que afetam as meninges incluem a meningite (podendo esta ser causada por infecção fúngica, bacteriana, ou virótica) e os meningiomas (tumor na meninge) surge nas meninges ou em tumores formados em outra parte do organismo que sofrem metástase para as meninges.

## Imagens adicionais

Seção diagramática tranversa da medula espinal e suas membranas.
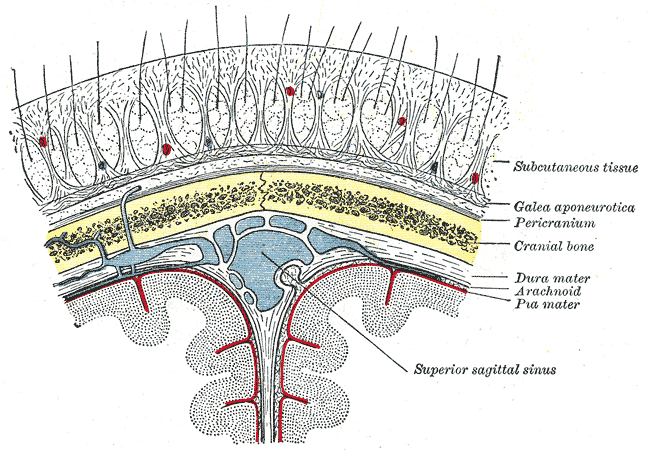
Diagrama da seção do escalpo.
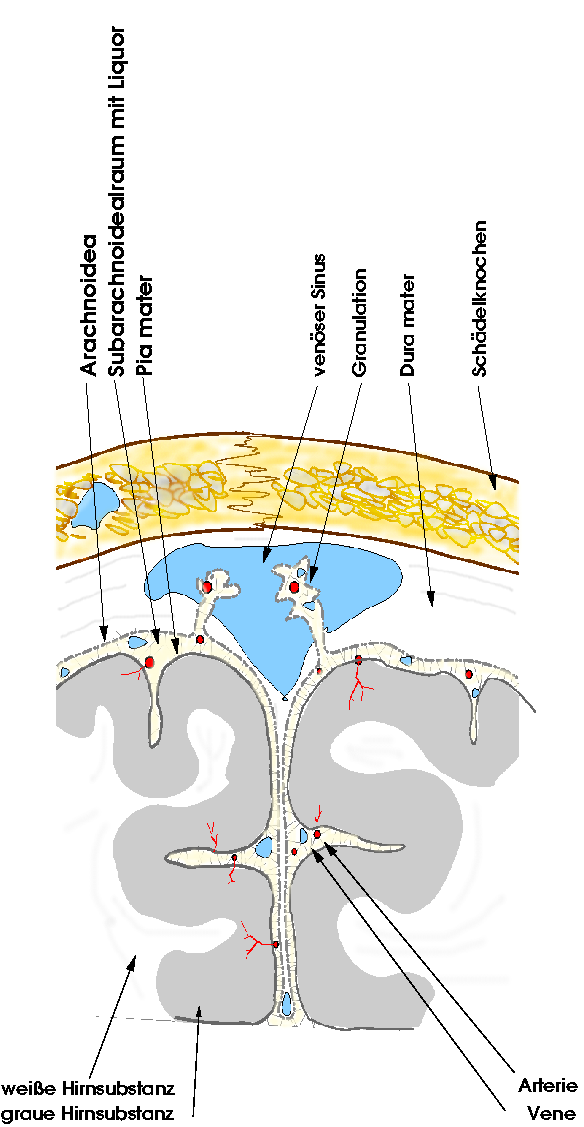
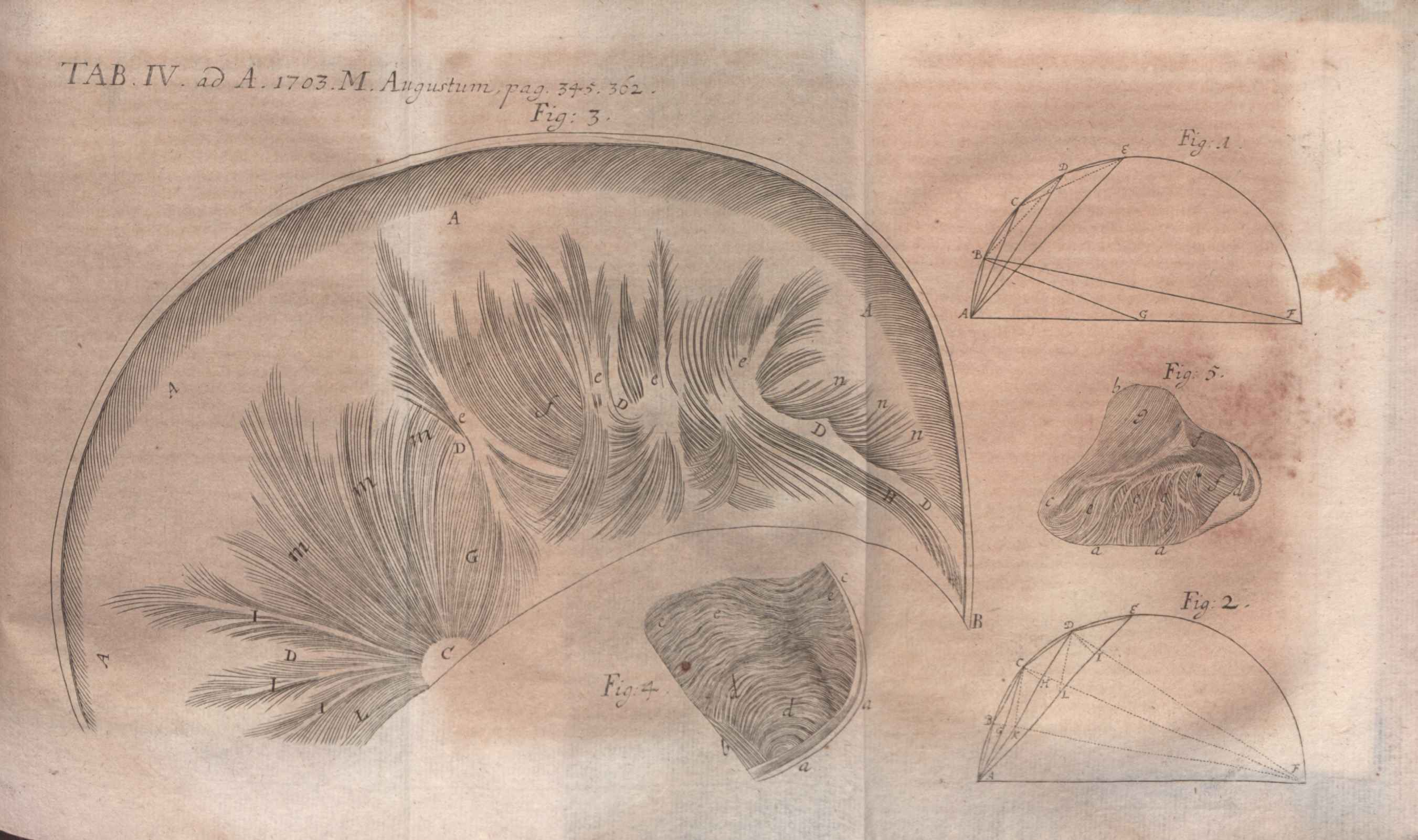
Ilustração à trabalho de Antonio Pacchioni Disquisitio anatomicae de durae meningis ... publicado em Acta Eruditorum, 1703